# Rah Digga
Rah Digga, pseudonimo di Rashia Fisher (New Jersey, 18 dicembre 1974), è una rapper statunitense.
E molto nota grazie al singolo I Know What You Want con Busta Rhymes, Mariah Carey, Spliff Star, Baby Sham e Rampage. Inoltre ha collaborato con artisti come Sticky Fingaz e Eve.
Il suo primo album risale al 2000 ovvero Dirty Harriet e dopo dieci anni il suo secondo album intitolato Classic, il 12 giugno del 2011 ha pubblicato il singolo Made MC dove lo si può scaricare da iTunes . Inoltre ha collaborato in alcuni film assieme a Beyoncé

## Awards/nomination
- BET Awards
  - 2006: Video of the Year ("Touch It (remix)"), Nominated
  - 2006: Best Collaboration ("Touch It (remix)"), Nominated
  - 2004: Best Female Hip-Hop Artist, Nominated
  - 2002: Best Female Hip-Hop Artist, Nominated
- BET Hip Hop Awards
  - 2006: Hip-Hop Video of the Year ("Touch It (remix)"), Nominated
  - 2006: Best Collabo ("Touch It (remix)"), Winner
  - 2006: People's Champ Award ("Touch It (remix)"), Nominated
- MTV Video Music Award
  - 2006: Best Hip-Hop Video ("Touch It (remix)"), Nominated

## Discografia

### Album in studio
- 2000 – Dirty Harriet
- 2010 – Classic

## Filmografia
- Da Hip Hop Witch, regia di Dale Resteghini (2000)
- Carmen: A Hip Hopera – film TV, regia di Robert Townsend (2001)
- I tredici spettri (Thirteen Ghosts), regia di Steve Beck (2001)

## Singoli
- "Tight" (1999)
- "Imperial" (1999) #16 Hot Rap Singles
- "Break Fool" (2000) #15 Hot Rap Singles
- "Party and Bullshit 2003" (2003)
- "Make It Hot"/"See It In Your Eyes" (2005)
- "New Shit" (2008)
- "Warning Shots" (2010) street leak
- "This Ain't no Lil' Kid Rap" (2010)
- "Classic" (2010) 2nd single

## Guest Starring
U Never No -By DJ King Sams Feat Rah Digga, Mario Winans, Bobby Valentino, Junior Reid, Young Buck, Red Cafe, Smitty, Roco and others.